# Euryclides de Jesus Zerbini
Euryclides de Jesus Zerbini (Guaratinguetá, 10 de maio de 1912 – São Paulo, 23 de outubro de 1993) foi um médico cardiologista e cirurgião brasileiro.
Foi o quinto cirurgião do mundo e o primeiro da América Latina e do Brasil a realizar um transplante de coração.
Em 1985, Euryclides voltou a ser pioneiro, ao realizar o primeiro transplante de coração do Brasil em paciente com o mal de Chagas. Ao todo, em sua carreira, Euryclides Zerbini realizou mais de 40 mil cirurgias cardíacas, pessoalmente ou através de sua equipe. Zerbini foi o primeiro brasileiro a receber o Título de "Honored Guest of American Association of Thoracic Surgery (AATS).

## Biografia
Euryclides nasceu no interior de São Paulo, na cidade de Guaratinguetá, em 1912, em uma família de origem italiana. Nasceu prematuro, com apenas sete meses de gestação. Era o filho caçula entre os seis filhos do casal Eugênio e Ernestina Zerbini. O pai era um imigrante italiano nascido em Serravalle, na Emília-Romanha, enquanto sua mãe era filha de genoveses. Um de seus irmãos foi o general Euryale de Jesus Zerbini. Muito franzino em comparação com os irmãos, a mãe se concentrava em sua alimentação com maior zelo do que em relação aos outros irmãos.
| “ | Como era franzino, minha mãe me deu uma overdose de feijão na infância. Ela tinha um gênio forte e obrigava meu pai a controlar os estudos dos filhos. | ” |

Apaixonado pelas obras clássicas da literatura, Eugênio deu aos filhos nomes de personagens clássicos da cultura ocidental. Euryclides estudou até o primeiro ano do ensino médio em sua cidade natal e mudou-se para Campinas para terminar o então curso científico, no Colégio Diocesano Santa Maria.
Sem saber exatamente que curso seguir, foi seu pai quem sugeriu a medicina.
| “ | Ele estranhou que eu não falasse a respeito de uma carreira. Então, me chamou para um bate-papo. Perguntou sobre a minha vocação e eu, com a maior calma, respondi que não tinha vocação alguma. Eu teria aceitado qualquer ideia. Se ele falasse de outra profissão, eu certamente não estaria aqui, neste hospital. | ” |

De Campinas, Euryclides mudou-se para a capital paulista, para morar na casa de sua irmã, Eunice, a fim de se preparar para o vestibular. Em 1930, Euryclides foi aprovado entre os dez primeiros entre as 50 vagas da Faculdade de Medicina da Universidade de São Paulo (FMUSP). Na época, a instituição já gozava de grande reputação em parte pelo financiamento da Fundação Rockefeller.
Ainda que a faculdade fosse gratuita, se manter estudando na cidade era caro. Assim, Euryclides começou a lecionar Química, Física e História Natural nos cursos pré-vestibular, ainda no primeiro ano de faculdade. Na época, o hospital-escola da faculdade de medicina era a Santa Casa de Misericórdia de São Paulo, onde Euryclides começou a trabalhar como interno na cirurgia, chefiada por João Alves Meira, Benedito Montenegro e Alípio Correia Neto. Ao assistir sua primeira cirurgia, ele passou mal e chegou a pensar em largar o curso.
Estava no segundo ano de curso quando explodiu a Revolução Constitucionalista de 1932. Uma mobilização interna de alunos e professores dentro da faculdade levou Euryclides a participar do movimento no Vale do Paraíba e os atendimentos que realizou no campo de batalha o fez pegar gosto pela medicina. Em 6 de dezembro de 1935, ele se formou em medicina, com especialidade em cirurgia geral e continuou trabalhando na Santa Casa. Com a saída do dr. Edmundo Etzel, Euryclides foi nomeado chefe de divisão de cirurgia, tornando-se primeiro assistente, posição inferior à de professor titular. Com apenas 29 anos, Euryclides se submeteu ao concurso de livre-docente.

## Primeira cirurgia cardíaca
Além do trabalho na Santa Casa, Euryclides passou a trabalhar também no Hospital São Luiz Gonzaga, no bairro do Jaçanã. Ainda que fosse cirurgião geral, ele passou a realizar cirurgias torácicas em pacientes com tuberculose. Cirurgias direto no coração não eram realizadas, devido aos riscos envolvidos. Porém, em fevereiro de 1942, um garoto de 7 anos, chamado Disnei Zanoline, estava brincando na oficina do pai e uma martelada arremessou uma lasca de ferro no seu peito. Ele deu entrada no Hospital São Luiz Gonzaga com um estilhaço metálico no precórdio e hemorragia interna.
Ao ser consultado sobre o caso, Euryclides decidiu pela operação, bastante arriscada na época. A artéria coronária descendente anterior precisou de sutura e o pequeno paciente sobreviveu ao procedimento e até mesmo ao próprio cirurgião. A sutura com sucesso em um ferimento cardíaco no Brasil, o primeiro contato com a cirurgia cardíaca da parte de Euryclides, rendeu uma publicação no Journal of Thoracic Surgery, em 1943, intitulado: Coronary ligation in wounds of the heart: report of a case in which ligation of the anterior descending branch of the left coronary artery was followed by complete recovery.

## Estados Unidos
Euryclides continuou trabalhando com cirurgia geral, porém estava com uma crescente insatisfação com relação às limitações da especialidade. Após uma conversa com Alípio Correia Neto, ele decidiu visitar os Estados Unidos, onde trabalhou com Evarts Ambrose Graham, pioneiro ao realizar a primeira pneumectomia do mundo para tratamento de câncer de pulmão, no Hospital Barnes, em St. Louis. Interessado no potencial da técnica, ele requisitou junto à União Cultural Brasil-Estados Unidos e ao Institute of International Education uma bolsa de estudos do Departamento de Estado dos Estados Unidos. Em 17 de janeiro de 1944, ele conseguiu a bolsa e seis meses depois viajou novamente aos Estados Unidos para passar um ano.
Rodeado do que havia de melhor na época relacionado a técnicas cirúrgicas e tecnologias, Euryclides tinha muito trabalho à disposição, pois a maioria dos médicos tinha sido convocada para servir na Segunda Guerra Mundial. Seis meses depois intenso trabalho no Hospital Barnes, ele se transferiu para Boston, trabalhando no Hospital Geral de Massachusetts com o pioneiro cirurgião Oliver Cope, por mais seis meses. Entre julho e setembro de 1945, Euryclides visitou vários centros cirúrgicos pelos Estados Unidos.

## Retorno ao Brasil

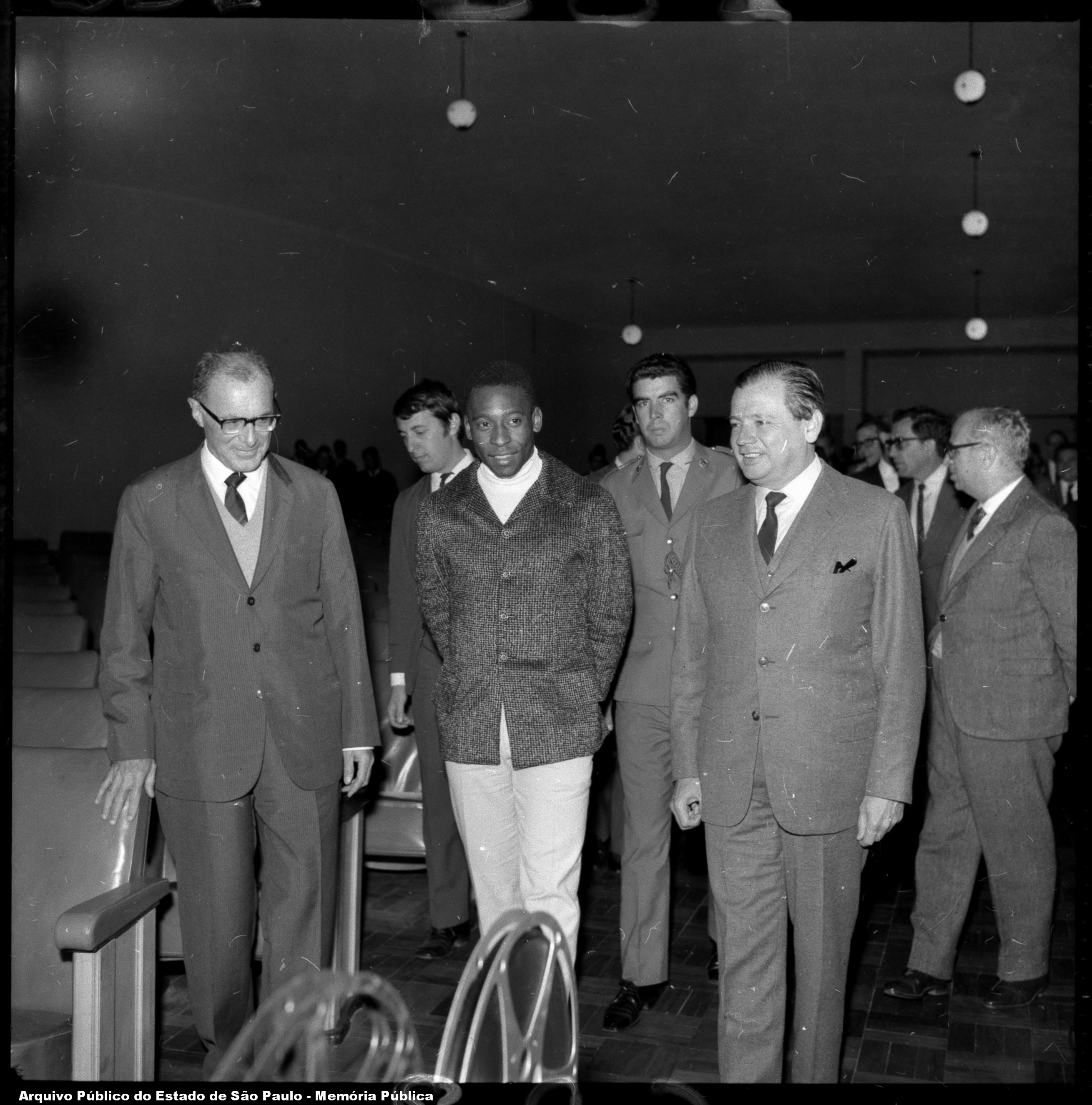
Dr. Zerbini, Pelé e Abreu Sodré em 1968

Com o conhecimento adquirido pela escola norte-americana da cirurgia, que diferia da escola europeia, então a corrente seguida no Brasil, Euryclides retornou ao país e trouxe os fundamentos da cirurgia moderna e da cirurgia torácica. Realizou no país a segunda cirurgia de Blalock-Taussig (a primeira foi em Santos, por Domingos Pinto) no Hospital das Clínicas. A primeira ligadura de um ducto arterial, feita em um paciente de 18 anos, foi uma cirurgia realizada por Euryclides, bem como a primeira cirurgia para correção de uma coarctação da aorta no país.
No início da década de 1950, a cirurgia cardíaca começava a evoluir para as cavidades cardíacas e Euryclides iniciou os procedimentos no Brasil, hipotermia moderada, para tratar cardiopatias congênitas simples, como comunicações interatriais. Nas primeiras cirurgias para o tratamento da estenose mitral, participou o jovem estudante de medicina Adib Jatene, que substituiria o professor Euryclides Zerbini como professor titular da FMUSP, em 1983. Um terceiro cirurgião a participar dos estudos de estenose foi Domingo Marcolino Braile, que ao lado de Jatene, na oficina da faculdade, criou vários equipamentos médicos pioneiros.
Em 6 de maio de 1953, a primeira cirurgia cardíaca com circulação extracorpórea foi realizada com sucesso, na Filadélfia. Com as bases estabelecidas no Brasil, Euryclides e sua esposa, a também médica Dirce Costa Zerbini, viajaram em 1957 para Minneapolis, cidade de referência em cirurgias cardíacas na época, para se familiarizarem com a circulação extracorpórea e as técnicas que envolviam as complexas operações intracardíacas.
Junto dos cirurgiões Delmont Bittencourt, Geraldo Verginelli, Adib Jatene, Edgard San Juan, Rubens Arruda, Dirce Costa Zerbini e Antonio Geraldo de Freitas Netto, na sala C do Hospital das Clínicas, Zerbini começou as cirurgias com circulação extracorpórea uma vez por semana. As cirurgias eram muito longas e nem sempre tinham bons resultados, em parte pela falta de equipamentos médicos. A maioria deles era importada e a manutenção era bastante difícil, dependendo de técnicos norte-americanos que deviam vir ao Brasil, o que aumentava a espera.
Assim, Euryclides decidiu criar no subsolo do Hospital das Clínicas, a Oficina do Coração-Pulmão Artificial, destinada à engenharia reversa para a construção e manutenção dos equipamentos para cirurgia cardíaca como materiais nacionais, a fim de baratear a produção, a manutenção e assim estender os serviços a mais pacientes.
| “ | Desmontem essas máquinas enormes que nos são vendidas por altos preços, vocês verão que são caixas pretas com meia dúzia de componentes no seu interior, e que podemos desenvolver aqui sem nenhum problema. | ” |

Adib Jatene mudou-se para a região do Triângulo Mineiro, em 1954, onde sua família já morava após a morte de seu pai, em Xapuri. Como professor de anatomia e ainda interessado na cirurgia cardíaca, Jatene desenvolveu por lá um equipamento de coração pulmão artificial. Quando Zerbini tomou conhecimento do feito do colega, o convidou para retornar ao grupo do Hospital das Clínicas. Junto de Domingos Braile, eles construíram o primeiro modelo de coração-pulmão artificial do país, com um oxigenador de disco e uma bomba de roletes. A oficina montada no HC deu origem à Divisão de Bioengenharia do Instituto do Coração (InCor).
Como a mortalidade após cirurgias cardíacas era muito alta, Zerbini pediu que o anestesista Ruy Vaz Gomide do Amaral investigasse o motivo. Ruy concluiu que os óbitos eram decorrentes da acidose que se seguia aos procedimentos. Desta forma, Zerbini comprou o primeiro aparelho de gasometria do Brasil, instalado na antessala da sala de cirurgia. Ruy se tornaria, posteriormente, professor titular da Faculdade de Medicina da USP.
As cirurgias cardíacas começaram a se tornar bem-sucedidas após os avanços conseguidos pela equipe de Zerbini no Hospital das Clínicas. Cirurgiões da América Latina começaram a vir ao Brasil para estudar as técnicas dos médicos brasileiros. Para difundir as técnicas e a viabilidade da cirurgia cardíaca e aumentar o atendimento pelo país, no início da década de 1960, Euryclides criou as "Caravanas Zerbini". Elas percorreram o Brasil e outros países da América do Sul, com uma equipe cirúrgica completa, levando equipamentos de diagnóstico e cirúrgicos para cidades sem preparo ou atendimento.
Em 1969, foi fundada a Sociedade Brasileira de Cirurgia Cardiovascular (SBCCV), da qual Euryclides Zerbini foi seu presidente por 15 anos.

## Transplante do coração

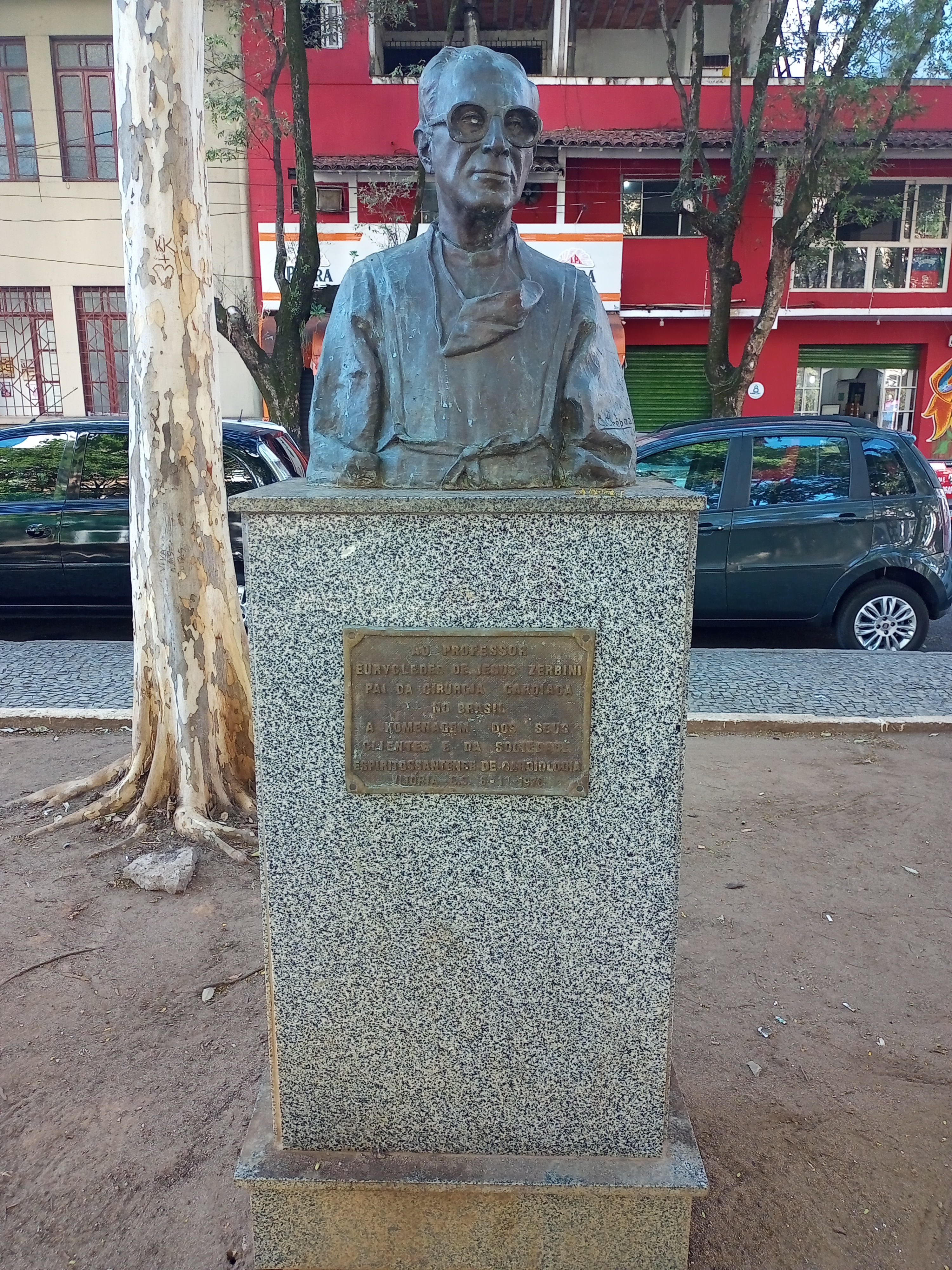
Estátua em sua homenagem localizada no Centro Histórico de Vitória

O primeiro transplante de coração do mundo foi realizado na Cidade do Cabo, em 3 de dezembro de 1967 pelo cirurgião Christiaan Barnard. O paciente teve uma sobrevida de apenas 18 dias e apesar das enormes críticas recebidas, o procedimento despertou interesse nos centros de cirurgia cardíaca de todo o mundo. No mesmo mês, desta fez nos Estados Unidos, Adrian Kantrowitz realizou o transplante em uma criança, novamente sem sucesso.
O Brasil quase foi pioneiro no transplante cardíaco. Em 1967, o Conselho do Hospital das Clínicas proibiu o procedimento. A partir de 1968, vários hospitais pelo mundo começaram a realizar o procedimento e a equipe chefiada por Euryclides Zerbini realizou o primeiro transplante da América Latina e do Brasil em 26 de maio de 1968, cinco meses após o transplante na África do Sul. João Ferreira da Cunha, o João Boiadeiro, de 23 anos, sofria de insuficiência cardíaca e recebeu o coração de Luís Fernando de Barros, vítima de atropelamento.
Após constatada a morte cerebral do doador, duas equipes, com 41 pessoas ao todo, entrou em ação. Euryclides Zerbini retirou o coração de João na madrugada, mantido em temperatura normal, irrigado pela máquina de perfusão, para melhor proteção dos tecidos, diferente da técnica sul-africana, de resfriamento. O transplante terminou às 7h53 da manhã. João, infelizmente, teve uma sobrevida de apenas 28 dias, mas a técnica ganhou notoriedade nacional e internacional. O então governador do Estado de São Paulo, Abreu Sodré, chegou a visitar o hospital na madrugada da cirurgia para congratular a equipe.
O feito científico convenceu o governador a liberar os recursos para a construção do Instituto do Coração (InCor), dedicado exclusivamente o diagnóstico, tratamento e pesquisas de doenças cardiovasculares. Outros dois pacientes seriam transplantados até 1969, com sobrevida de 400 dias e 60 dias. A essa altura, o Hospital das Clínicas já era considerado um centro de referência mundial e o cirurgião Christiaan Barnard chegou a visitar as instalações em 1969.
O professor Alípio Correia Neto se aposentou compulsoriamente da faculdade de medicina e a hoje extinta cátedra de clínica cirúrgica precisava de um professor titular, cargo cedido a Zerbini após concurso e prova de títulos, do qual ele era o único inscrito. Zerbini foi o primeiro brasileiro a receber o Título de "Honored Guest of American Association of Thoracic Surgery (AATS).

## Aposentadoria
Zerbini se aposentou compulsoriamente em 1982, aos 70 anos de idade, mas continuou atuando na cirurgia. Junto de sua equipe, ele trabalhava no Hospital Beneficência Portuguesa, em São Paulo. Com o advento da ciclosporina e outras drogas imunossupressoras, o transplante cardíaco passou por uma nova fase, reduzindo o problema da rejeição de tecidos. No dia 3 de junho de 1985, Zerbini e sua equipe foram novamente pioneiros ao realizar o primeiro transplante de coração em um paciente portador do mal de Chagas, Manoel Amorim da Silva.

## Vida pessoal
Euryclides conheceu a esposa, a estudante de medicina Dirce Costa e se casou com ela em 1949. Foi grande colaboradora da equipe, trabalhando na implantação da circulação extracorpórea, área a qual Dirce se dedicou durante vários anos. Era parte da equipe que realizou o transplante pioneiro. O casal teve três filhos, Roberto, Eduardo e Ricardo. Roberto e Ricardo se tornaram engenheiros e Eduardo se formou em medicina pela Escola Paulista. Tinha sido aprovado para residência cirúrgica no Hospital das Clínicas, mas Eduardo morreu seis dias após a aprovação na residência em um acidente de trânsito.

## Últimos anos

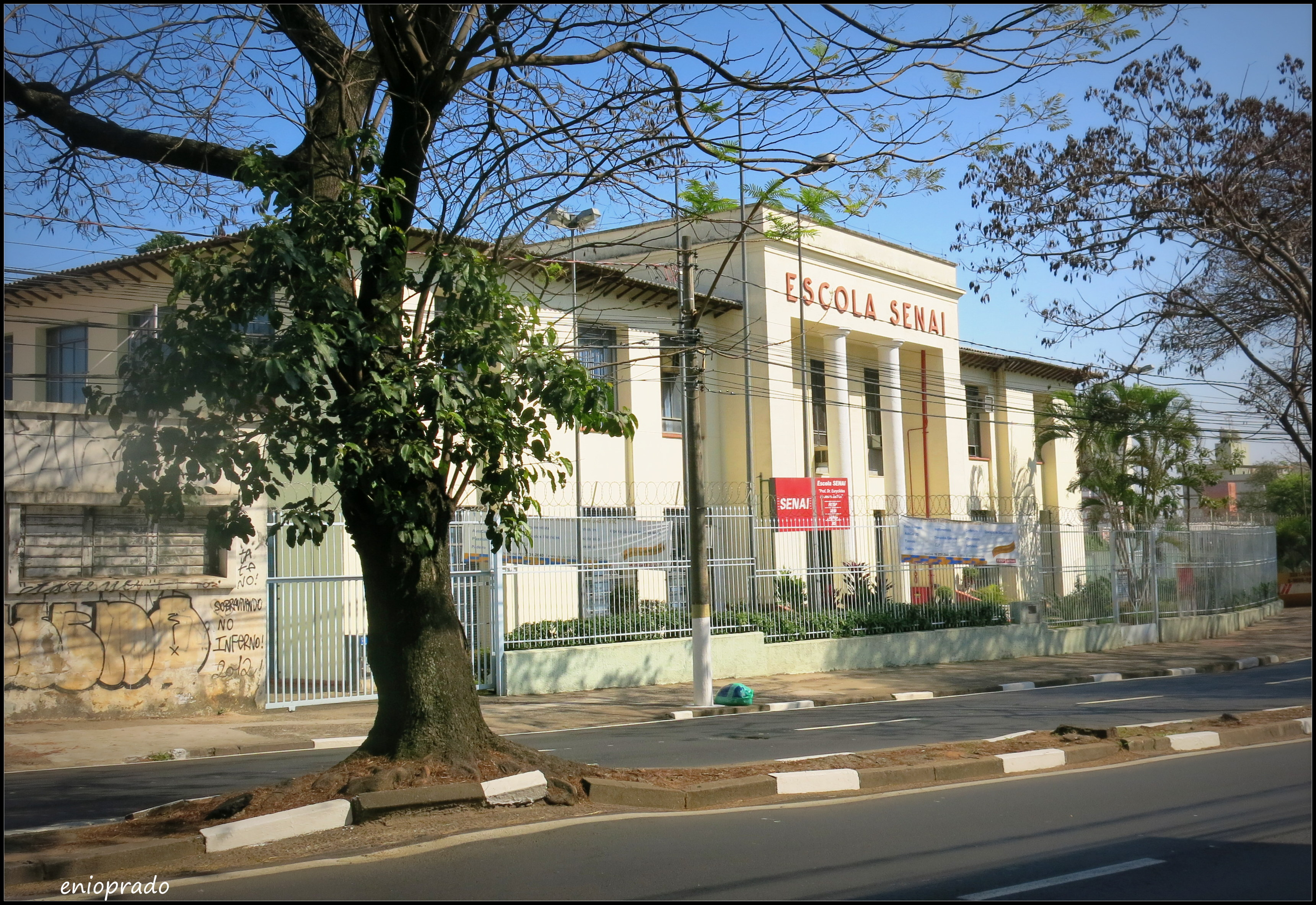
SENAI Prof. Dr. Euryclides de Jesus Zerbini em Campinas, batizado em sua homenagem

Em 1993, Euryclides notou vários nódulos pelo corpo, que atribuiu à prática de tênis, esporte que praticou por 39 anos. Quando problemas neurológicos o acometeram, ele procurou um neurologista e descobriu um tumor cerebral. Na cirurgia descobriu tratar-se de um melanoma cutâneo em metástase. À cirurgia seguiu-se tratamento de quimioterapia e ressecção de lesões periféricas e gânglios na região.
Euryclides Zerbini morreu em 23 de outubro de 1993, no Instituto do Coração, em São Paulo, aos 81 anos, em decorrência do câncer. Ele foi sepultado no Cemitério do Araçá.

## Legado
Em 58 anos de carreira, realizou, junto com sua equipe, 40 mil cirurgias. Zerbini recebeu 125 títulos honoríficos e inúmeras homenagens de governos de todo o mundo. Participou de 314 congressos médicos. Realizou, pessoalmente ou através de sua equipe, mais de quarenta mil cirurgias cardíacas, trabalhando até poucos meses antes de morrer. Costumava dizer que morreria operando - e quase cumpriu esta profecia.
| “ | Zerbini é um gigante da medicina. O Instituto do Coração é a prova concreta de uma filosofia que ele carregava: quando nos entregamos ao que acreditamos, conseguimos realizar, mesmo diante das mais difíceis circunstâncias. | ” |

Em 2012, a Universidade de São Paulo organizou a exposição “Zerbini: o Homem, o Cirurgião e o Cientista”, que foi exposta no Instituto do Coração (Incor).